# Vítkovice (Semilyi járás)
Vítkovice település Csehországban, Semilyi járásban. Vítkovice Rokytnice nad Jizerou, Benecko, Jablonec nad Jizerou, Jestřabí v Krkonoších, Vrchlabí és Špindlerův Mlýn településekkel határos. Lakosainak száma 372 fő (2024. január 1.).

## Népesség
A település lakosságának változását az alábbi diagram mutatja:
| Lakosok száma | 2125 | 1798 | 1423 | 805  | 337  | 392  | 410  | 386  | 340  | 372  |
|               | 1869 | 1890 | 1921 | 1950 | 1980 | 2001 | 2017 | 2019 | 2022 | 2024 |